# Torneo internacional LaLiga Promises 2022
El Torneo Internacional LaLiga Promises de Gran Canaria 2022, es la 26ª edición del torneo de fútbol base que disputan los equipos sub-12 (infantiles de primer año) en la modalidad de fútbol 7 mediante invitación de la propia organización. 
Celebrada en el mes de diciembre en el CDFamilypadel de la ciudad de Maspalomas (Las Palmas), la competición reunirá a diez equipos de LaLiga y cuatro conjuntos internacionales de categoría.
Este torneo representa la evolución definitiva de un evento mundial creado por la Fundación El Larguero, que se basa en más de 25 años de experiencia en la organización de torneos de fútbol base en España, con el respaldo de LaLiga y su experiencia.

## Participantes
Los participantes son catorce equipos infantiles de primer año que por medio de invitación de la organización disputan la XXVI edición del torneo. Se dividen en cuatro grupos, dos de cuatro equipos y dos de tres equipos, en los que los dos primeros clasificados pasan a disputar la fase final.
| Participantes      | Participantes | Participantes | Participantes |
| ------------------ | ------------- | ------------- | ------------- |
| FC Barcelona       | Real Betis    | Marsella      | UD Las Palmas |
| Atlético de Madrid | Juventus      | Valencia CF   | Sevilla FC    |
| Borussia Dortmund  | Real Madrid   | CD Tenerife   | Liverpool FC  |
| RCD Espanyol       | Villarreal CF |               |               |

### Grupo A
- Todos los horarios corresponden a la hora local de Maspalomas (UTC).

| Equipo        | Pts | PJ | PG | PE | PP | GF | GC | Dif |
| ------------- | --- | -- | -- | -- | -- | -- | -- | --- |
| FC Barcelona  | 7   | 3  | 2  | 1  | 0  | 5  | 0  | +5  |
| Real Betis    | 5   | 3  | 1  | 2  | 0  | 3  | 1  | +2  |
| Marsella      | 4   | 3  | 1  | 1  | 1  | 3  | 6  | -3  |
| UD Las Palmas | 0   | 3  | 0  | 0  | 3  | 1  | 5  | -4  |

| 27 de diciembre de 2022, 11:00 | Marsella | 2 - 1 | UD Las Palmas | CDFamilypadel, Maspalomas |  |

| 27 de diciembre de 2022, 13:30 | FC Barcelona | 0 - 0 | Real Betis | CDFamilypadel, Maspalomas |  |

| 27 de diciembre de 2022, 18:30 | Marsella | 1 - 1 | Real Betis | CDFamilypadel, Maspalomas |  |

| 27 de diciembre de 2022, 19:30 | FC Barcelona | 1 - 0 | UD Las Palmas | CDFamilypadel, Maspalomas |  |

| 28 de diciembre de 2022, 11:00 | Real Betis | 2 - 0 | UD Las Palmas | CDFamilypadel, Maspalomas |  |

| 28 de diciembre de 2022, 13:30 | Marsella | 0 - 4 | FC Barcelona | CDFamilypadel, Maspalomas |  |

### Grupo B
- Todos los horarios corresponden a la hora local de Maspalomas (UTC).

| Equipo             | Pts | PJ | PG | PE | PP | GF | GC | Dif |
| ------------------ | --- | -- | -- | -- | -- | -- | -- | --- |
| Juventus           | 4   | 2  | 2  | 1  | 0  | 2  | 1  | +1  |
| Valencia CF        | 2   | 2  | 0  | 2  | 0  | 3  | 3  | 0   |
| Atlético de Madrid | 1   | 2  | 0  | 1  | 1  | 2  | 3  | -1  |

| 27 de diciembre de 2022, 12:00 | Juventus | 1 - 1 | Valencia CF | CDFamilypadel, Maspalomas |  |

| 27 de diciembre de 2022, 17:30 | Valencia CF | 2 - 2 | Atlético de Madrid | CDFamilypadel, Maspalomas |  |

| 28 de diciembre de 2022, 12:00 | Juventus | 1 - 0 | Atlético de Madrid | CDFamilypadel, Maspalomas |  |

### Grupo C
- Todos los horarios corresponden a la hora local de Maspalomas (UTC).

| Equipo            | Pts | PJ | PG | PE | PP | GF | GC | Dif |
| ----------------- | --- | -- | -- | -- | -- | -- | -- | --- |
| Real Madrid       | 6   | 2  | 2  | 0  | 0  | 7  | 1  | +6  |
| Borussia Dortmund | 3   | 2  | 1  | 0  | 1  | 4  | 5  | -1  |
| CD Tenerife       | 0   | 2  | 0  | 0  | 2  | 2  | 7  | -5  |

| 27 de diciembre de 2022, 12:30 | Borussia Dortmund | 3 - 2 | CD Tenerife | CDFamilypadel, Maspalomas |  |

| 27 de diciembre de 2022, 20:00 | Real Madrid | 4 - 0 | CD Tenerife | CDFamilypadel, Maspalomas |  |

| 28 de diciembre de 2022, 13:00 | Real Madrid | 3 - 1 | Borussia Dortmund | CDFamilypadel, Maspalomas |  |

### Grupo D
- Todos los horarios corresponden a la hora local de Maspalomas (UTC).

| Equipo        | Pts | PJ | PG | PE | PP | GF | GC | Dif |
| ------------- | --- | -- | -- | -- | -- | -- | -- | --- |
| Sevilla FC    | 5   | 3  | 1  | 2  | 0  | 5  | 2  | +3  |
| RCD Espanyol  | 5   | 3  | 1  | 2  | 0  | 2  | 1  | +1  |
| Liverpool FC  | 2   | 3  | 0  | 2  | 1  | 4  | 5  | -1  |
| Villarreal CF | 2   | 3  | 0  | 2  | 1  | 3  | 6  | -3  |

| 27 de diciembre de 2022, 11:30 | Liverpool FC | 0 - 1 | RCD Espanyol | CDFamilypadel, Maspalomas |  |

| 27 de diciembre de 2022, 13:00 | Sevilla FC | 3 - 0 | Villarreal CF | CDFamilypadel, Maspalomas |  |

| 27 de diciembre de 2022, 18:00 | RCD Espanyol | 0 - 0 | Villarreal CF | CDFamilypadel, Maspalomas |  |

| 27 de diciembre de 2022, 19:00 | Liverpool FC | 1 - 1 | UD Las Palmas | CDFamilypadel, Maspalomas |  |

| 28 de diciembre de 2022, 11:30 | Liverpool FC | 3 - 3 | Villarreal CF | CDFamilypadel, Maspalomas |  |

| 28 de diciembre de 2022, 12:30 | RCD Espanyol | 1 - 1 | Sevilla FC | CDFamilypadel, Maspalomas |  |

## Fase Final
La fase final la disputan los dos primeros equipos de cada grupo.
- Todos los horarios corresponden a la hora local de Maspalomas (UTC).

|  | Cuartos de final        | Cuartos de final        |              |              | Semifinales             | Semifinales             |  |              | Final                   | Final                   |  |
|  | 28 de diciembre de 2022 | 28 de diciembre de 2022 |              |              | 29 de diciembre de 2022 | 29 de diciembre de 2022 |  |              | 29 de diciembre de 2022 | 29 de diciembre de 2022 |  |
|  |                         |                         |              |              |                         |                         |  |              |                         |                         |  |
|  |                         |                         |              |              |                         |                         |  |              |                         |                         |  |
|  | Juventus                | 0                       |              |              |                         |                         |  |              |                         |                         |  |
|  | Juventus                | 0                       |              |              |                         |                         |  |              |                         |                         |  |
|  | Real Betis              | 1                       |              |              |                         |                         |  |              |                         |                         |  |
|  | Real Betis              | 1                       |              | Real Betis   | 0                       |                         |  |              |                         |                         |  |
|  |                         |                         |              | Real Betis   | 0                       |                         |  |              |                         |                         |  |
|  |                         |                         | FC Barcelona | 1            |                         |                         |  |              |                         |                         |  |
|  | FC Barcelona            | 1                       | FC Barcelona | 1            |                         |                         |  |              |                         |                         |  |
|  | FC Barcelona            | 1                       |              |              |                         |                         |  |              |                         |                         |  |
|  | Valencia CF             | 0                       |              |              |                         |                         |  |              |                         |                         |  |
|  | Valencia CF             | 0                       |              |              |                         |                         |  | FC Barcelona | 1                       |                         |  |
|  |                         |                         |              |              |                         |                         |  | FC Barcelona | 1                       |                         |  |
|  |                         |                         | RCD Espanyol | 2            |                         |                         |  |              |                         |                         |  |
|  | Real Madrid CF          | 0 (2)                   | RCD Espanyol | 2            |                         |                         |  |              |                         |                         |  |
|  | Real Madrid CF          | 0 (2)                   |              |              |                         |                         |  |              |                         |                         |  |
|  | RCD Espanyol            | 0 (3)                   |              |              |                         |                         |  |              |                         |                         |  |
|  | RCD Espanyol            | 0 (3)                   |              | RCD Espanyol | 0 (4)                   |                         |  |              |                         |                         |  |
|  |                         |                         |              | RCD Espanyol | 0 (4)                   |                         |  |              |                         |                         |  |
|  |                         |                         | Sevilla FC   | 0 (3)        |                         |                         |  |              |                         |                         |  |
|  | Sevilla FC              | 1                       | Sevilla FC   | 0 (3)        |                         |                         |  |              |                         |                         |  |
|  | Sevilla FC              | 1                       |              |              |                         |                         |  |              |                         |                         |  |
|  | Borussia Dortmund       | 0                       |              |              |                         |                         |  |              |                         |                         |  |
|  | Borussia Dortmund       | 0                       |              |              |                         |                         |  |              |                         |                         |  |
|  |                         |                         |              |              |                         |                         |  |              |                         |                         |  |

### Cuartos de final
| 28 de diciembre de 2022, 18:00 | Juventus | 0 - 1 | Real Betis | CDFamilypadel, Maspalomas |  |

| 28 de diciembre de 2022, 18:30 | Real Madrid CF | 0 - 0 (2 - 3 p.) | RCD Espanyol | CDFamilypadel, Maspalomas |  |

| 28 de diciembre de 2022, 19:00 | FC Barcelona | 1 - 0 | Valencia CF | CDFamilypadel, Maspalomas |  |

| 28 de diciembre de 2022, 19:30 | Sevilla FC | 1 - 0 | Borussia Dortmund | CDFamilypadel, Maspalomas |  |

### Semifinales
| 29 de diciembre de 2022, 11:00 | Real Betis | 0 - 1 | FC Barcelona | CDFamilypadel, Maspalomas |  |

| 29 de diciembre de 2022, 11:45 | RCD Espanyol | 0 - 0 (3 - 4 p.) | Sevilla FC | CDFamilypadel, Maspalomas |  |

### Final
| 29 de diciembre de 2022, 18:00 | FC Barcelona | 1 - 2 | RCD Espanyol | CDFamilypadel, Maspalomas |  |

| Bandera de España               |
| Campeón RCD Espanyol 4.° título |